# Disney XD (Alemanha)
Disney XD Alemanha foi um canal de TV por assinatura que substituiu o Jetix em 9 de outubro de 2009. Em 15 de abril de 2010 substituiu o Toon Disney (Alemanha) também. O 15 de abril de 2010, o canal Disney XD +1 começou a transmitir na Alemanha.

## História
Disney XD começou como Fox Kids em outubro de 2000. Exibiu shows como Get Ed, As Aventuras de Jackie Chan entre outros. O 10 de junho de 2005, Fox Kids tournou-se Jetix. A rebrandagem para Disney XD ocorreu em 9 de outubro de 2009, dando adeus para alguns tipos de programas.

### Disney XD
Jetix Alemanha foi fechada em 9 de outubro de 2009, tomando o seu lugar Disney XD. O canal ainda está mirando um público masculino jovem. Até abril de 2010, o canal foi exclusivo do Sky. Na Suíça, ele esteve no Teleclub e UPC.